# Kings MMA
A Kings MMA é uma academia de MMA profissional fundada em 2010 pelo ex-lutador Rafael Cordeiro. Cordeiro anteriormente havia sido lutador e instrutor da Academia Chute Boxe, umas das principais e pioneiras academias de MMA no mundo.
O técnico Cordeiro e a Kings MMA foram indicados ao Prêmio Mundial de MMA 2014 de "Melhor treinador do ano" e "Melhor academia do ano", respectivamente. Cordeiro venceu os prêmios de técnico do ano de 2012 e 2016. Kings MMA é um dos melhores campos de treinamento profissional de MMA.

## Lutadores notáveis

### Artes marciais mistas
- Maurício Rua - Ex -campeão dos meio-pesados do UFC e campeão dos médios do Grande Prêmio do PRIDE de 2005
- Wanderlei Silva - Ex -Campeão Peso Médio do PRIDE e Campeão do Torneio Peso Médio do Pride Grande Prémio de 2003
- Fabrício Werdum - Ex -campeão dos pesos pesados do UFC
- Rafael dos Anjos - Ex- campeão peso leve do UFC
- Cris Cyborg - Ex -campeã peso pena feminino do UFC
- Lyoto Machida - Ex- campeão meio-pesado do UFC
- Beneil Dariush
- Marvin Vettori
- Kelvin Gastelum

## Prêmios
- Combat Press
  - Técnico do Ano de 2015 - Rafael Cordeiro[8]
  - Ginásio do ano de 2015[9]